# ルイス・ガルバン
- ルイス・ガルヴァン

ルイス・アドルフォ・ガルバン（Luis Adolfo Galván、1948年2月24日 - 2025年5月5日）は、アルゼンチン・サンティアゴ・デル・エステロ州出身の元サッカー選手。現役時代のポジションはDF。

## 経歴
クラブではCAタジェレスでキャリアの殆どを過ごした。
1975年にアルゼンチン代表デビュー、1978年ワールドカップ・アルゼンチン大会、ワールドカップ・スペイン大会にレギュラーとして出場し、1978大会では優勝を果たした。
2025年、腎病の入院中に院内感染により肺炎が発症し、同年5月5日に死去。77歳没。

## タイトル
アルゼンチン
- FIFAワールドカップ : 1978